# El Chico Del Apartamento 512
El Chico Del Aparamento 512  é uma canção da cantora mexicano-americana de Tejano pop, Selena, do seu quinto álbum de estúdio, Amor Prohibido de 1994. Escrito e produzido por A.B. Quintanilla III, e Ricky Vela, a música foi lançada como o sexto single do álbum.

## Posições
| Gráfico (1995)                              | Posição |
| ------------------------------------------- | ------- |
| US Billboard Hot Latin Tracks               | 6       |
| US Billboard Latin Regional Mexican Airplay | 7       |
| US Billboard Latin Pop Airplay              | 6       |